# Печкур
Печкур — упразднённая деревня в Александровском районе Владимирской области России.

## География
Урочище находится в северо-западной части области, в зоне хвойно-широколиственных лесов, на правом берегу реки Пичкуры, на расстоянии примерно 4 километров (по прямой) к юго-западу от города Александрова, административного центра района.

### Климат
Климат характеризуется как умеренно континентальный, с умеренно тёплым летом, холодной зимой, короткой весной и облачной, часто дождливой осенью. Среднегодовая температура воздуха — +3,4 °C. Годовое количество атмосферных осадков — 549 миллиметров, из которых большая часть выпадает в тёплый период.

## История
В «Списке населенных мест Владимирской губернии по сведениям 1859 года» населённый пункт упомянут как владельческое сельцо Новосёлка (Печкура) Александровского уезда, расположенное при реке Печкуре, в 8 верстах от уездного города. В деревне насчитывалось 7 дворов и проживал 51 человек (26 мужчин и 25 женщин).
По состоянию на 1905 год, в Печкурах имелось 12 дворов и проживало 72 человека. В административном отношении деревня входила в состав Махринской волости.
В советское время входила в состав Каринского сельсовета Александровского района. Упразднена решением облисполкома № 1086 от 22 сентября 1965 года как фактически не существующая.